# Parchment, Michigan
Parchment är en ort i Kalamazoo County i Michigan. Vid 2010 års folkräkning hade Parchment 1 804 invånare.